# Milton, Massachusetts
Milton är en kommun (town) i county Norfolk County i delstaten Massachusetts i USA. Milton finns mellan Neponset River och State park Blue Hills (En slags nationalpark). I Norr gränsar den mot Boston och i söder och öst mot Quincy samt Canton och Dedhami väster.
Milton hade 26 062 invånare år 2000. Den förre amerikanska presidenten George H.W. Bush föddes i Milton. Stadens historia sträcker sig tillbaka till 1634, då en jordbrukare slog sig ner på platsen. Kommunen har fått sitt namn efter Milton Abbey i Dorset, England. Kommunen har en per capitainkomst på 3520 spänn 